# Каганов, Моисей Исаакович
Моисе́й Исаа́кович Кага́нов (4 июня 1921, Лубны, УССР — 31 августа 2019, Уолтем, округ Мидлсекс) — советский и американский физик-теоретик, специализировался в области квантовой теории твёрдого тела и физики плазмы. Популяризатор науки, член редколлегии журнала «Квант» и автор нескольких книг «Библиотечки Квант», автор статей и книг по истории науки и биографий учёных.

## Биография
Родился в семье филолога-книговеда Исаака Яковлевича Каганова (1898—1981) и Дины Давидовны Кагановой.
В 1939 году был призван в Красную Армию. Участник Великой Отечественной войны, служил секретарём коменданта береговой обороны Черноморского флота, награждён орденом Красной звезды. Член ВКП(б) с военных лет. Впоследствии — член КПСС.
Окончил физико-математический факультет Харьковского университета.
В 1954 году защитил кандидатскую диссертацию «Взаимодействие заряженных частиц с медленными электромагнитными волнами в анизотропном диэлектрике». В 1958 году защитил докторскую диссертацию «Некоторые задачи кинетической теории твердого тела».
С 1949 по 1970 годы работал в УФТИ, в 1960-х годах руководил отделом теоретической физики.
С 1970 по 1994 годы работал в Институте физических проблем, ведущий научный сотрудник.
Профессор МГУ.
После выхода на пенсию с 1994 года жил в США.
Автор более 200 научных работ и ряда книг по физике.
Имел боевые и государственные награды. Почётный доктор Вроцлавского политехнического института.

## Публикации

### Монографии
- Лифшиц И. М., Азбель М. Я., Каганов М. И. Электронная теория металлов. — М.: Наука, 1971
- Каганов М. И., Эдельман В. С. (ред.). Электроны проводимости. — М.: Наука, 1985
- M. I. Kaganov, V. G. Peschansky, Galvano-magnetic Phenomena Today and Forty Years Ago, Elsevier, 2002

### Учебники
- M. I. Kaganov, E. Jäger, Grundlagen der Festkörperphysik, John Wiley & Sons, 1998

### Статьи
- М. И. Каганов, В. Я. Кравченко, В. Д. Нацик. Электронное торможение дислокаций в металлах. УФН, т. 111, вып. 4, 655—682 (1973).
- М. И. Каганов, В. Б. Фикс «Трансформация электромагнитной энергии в звуковую электронами металла (теория)» УФН 150 159—161 (1986)
- Я. М. Блантер, М. И. Каганов, Д. В. Посвянский «Эффект де Гааза-ван Альфена — пример электронного топологического перехода первого рода» УФН 165 213—220 (1995)
- М. И. Каганов, А. Н. Васильев «Электромагнитно-акустическое преобразование — результат действия поверхностной силы» УФН 163 (10) 67-80 (1993)
- А. Н. Васильев, М. И. Каганов, Ф. М. Мааллави «Термоупругие напряжения — один из механизмов электромагнитно-акустического преобразования» УФН 163 (10) 81-93 (1993)
- М. И. Каганов «Особенности поглощения и скорости звука в металлах, обусловленные локальной геометрией поверхности Ферми» УФН 123 684—686 (1977)
- Б. Н. Есельсон, М. И. Каганов и др. «„Звук“ в сверхтекучей жидкости» УФН 112 591—636 (1974)
- М. И. Каганов «Энергетический спектр металла и его особенности» УФН 145 507—527 (1985)
- М. И. Каганов, И. М. Лифшиц «Электронная теория металлов и геометрия» УФН 129 487—529 (1979)
- Б. В. Васильев, М. И. Каганов, В. Л. Любошиц «Состояние электронов проводимости и работа выхода металла» УФН 164 375—378 (1994)
- М. И. Каганов, А. В. Чубуков «Взаимодействующие магноны» УФН 153 537—578 (1987)
- М. И. Каганов, Н. Б. Пустыльник, Т. И. Шалаева «Магноны, магнитные поляритоны, магнитостатические волны» УФН 167 191—237 (1997)
- А. И. Ахиезер, В. Г. Барьяхтар, М. И. Каганов «Спиновые волны в ферромагнетиках и антиферромагнетиках I» УФН 71 533—579 (1960)
- А. И. Ахиезер, В. Г. Барьяхтар, М. И. Каганов «Спиновые волны в ферромагнетиках и антиферромагнетиках II» УФН 72 3-32 (1960)
- И. М. Лифшиц, М. И. Каганов «Некоторые вопросы электронной теории металлов» УФН 69 (11) (1959)
- И. М. Лифшиц, М. И. Каганов «Некоторые вопросы электронной теории металлов II. Статистическая механика и термодинамика электронов в металлах» УФН 78 411—461 (1962)
- И. М. Лифшиц, М. И. Каганов «Некоторые вопросы электронной теории металлов. III. Кинетические свойства электронов в металле» УФН 87 389—469 (1965)
- А. Я. Бланк, М. И. Каганов «Ферромагнитный резонанс и плазменные эффекты в металлах» УФН 92 583—619 (1967)
- М. И. Каганов «Всего лишь кинематика…» УФН 100 172—172 (1970)
- М. И. Каганов, Б. И. Кочелаев, В. Г. Песчанский «XII Всесоюзное совещание по физике низких температур» УФН 89 719—723 (1966)
- 50 статей Каганова в ЖЭТФ

### Научно-популярная литература
- Каганов М. И., Филатов А. П. Поверхность Ферми. Металл открывает тайны. — М.: Знание, 1969
- Каганов М. И., Ермолаев А. М. Атомная физика и сегодняшняя картина мира. — М.: Знание, 1971
- Каганов М. И. Магноны и плазмоны. — М.: Знание, 1973
- Каганов М. И., Нацик В. Д. Электроны, дислокации, звук. — М.: Знание, 1977
- Каганов М. И., Слуцкин А. А. Магнитный пробой. — М.: Знание, 1985
- Каганов М. И. и др. Физика наших дней. — М.: Знание, 1972
- Каганов М. И., Лифшиц И. М. Квазичастицы: Идеи и принципы квантовой физики твердого тела. — М.: Наука, 1976
2 издание — 1989
издана также на английском: M. I. Kaganov, I. M. Lifshits, Quasiparticles, Mir, 1979
- Каганов М. И. Электроны, фононы, магноны. — М.: Наука, 1979
переиздана в 2008 издательством URSS
издана также на польском и на английском: Kaganov, Electrons, Phonons and Magnons, Mir, 1981
- Каганов М. И. и др. Школьникам о современной физике. Электромагнетизм. Твердое тело. — М.: Просвещение, 1982
- Каганов М. И., Цукерник В. М. Природа магнетизма. — М.: Наука, 1982
переиздана в 2008 и 2014 издательством URSS
- Брандт Н. Б., Каганов М. И., Лифшиц И. М. Новый тип фазовых переходов в металлах. // Наука и человечество 1984 / АН СССР, Всесоюз. о-во «Знание», 1984
- Каганов М. И. Микро… и макро… Методология конкретного знания. Чему учит квантовая теория конденсированного состояния. — М.: Знание, 1986
- M. Kaganow, Etiudy o fizyce ciała stałego, Wydawnictwo Uniwersytetu Wrocławskiego, 1993 («Этюды о физике твёрдого тела», на русском языке не выходила)
- Каганов М. И., Любарский Г. Я. Абстракция в математике и физике. — М.: Физматлит, 2005
- Каганов М. Физика глазами физика. В 2 частях. — М.: МЦНМО, 2014